# Повратак (филм из 1966)
Повратак је југословенски драмски филм премијерно приказан 1966. године. Режирао га је Живојин Павловић а сценарио је писао Бранимир Тори Јанковић. Филм је снимљен 1962. године, али је, по мишљењу Живојина Павловића, под притиском Слободана Пенезића Крцуна и Ратка Дражевића, забрањена његова обрада и био је "стављен у бункер". Због радње смештене у миље друштвених маргиналаца и изразитог песимизма се често наводи као једно од типичних остварења покрета касније познатог као црни талас.

## Радња
Бивши криминалац покушава да се после издржане казне, прилагоди новој средини. Долази до сукоба са некадашњим друговима који желе да га уплету у нове криминалне подухвате али и разумевање девојке са којом жели да отпочне нови и поштенији живот. И на крају његова смрт као резултат неспоразума, несрећних околности и лоше судбине.

## Улоге
| Глумац                   | Улога             |
| ------------------------ | ----------------- |
| Велимир Бата Живојиновић | Ал Капоне − Жарко |
| Снежана Лукић            | Гордана           |
| Душан Цветковић          |                   |
| Никола Чобановић         |                   |
| Предраг Милинковић       | Тинтор            |
| Милан Пауљевић           |                   |
| Петар Лупа               |                   |
| Зоран Филиповић          |                   |
| Славољуб Костић          |                   |
| Душанка Дуда Антонијевић |                   |
| Јанез Врховец            | иследник          |
| Столе Аранђеловић        | Столе             |
| Јован Јанићијевић Бурдуш | Боки              |
| Јосип Генда              | Кормилар брода    |
| Мирјана Талевска         |                   |
| Ђорђе Пура               |                   |
| Милорад Миша Волић       | Аутомеханичар     |
| Јован Ранчић             |                   |
| Хасија Борић             | Валеова супруга   |

## Културно добро
Југословенска кинотека је, у складу са својим овлашћењима на основу Закона о културним добрима, 28. децембра 2016. године прогласила сто српских играних филмова (1911-1999) за културно добро од великог значаја. На тој листи се налази и филм "Повратак".